# Аспровалта
Аспровалта (грч. Ασπροβάλτα), у дословном преводу "Бела долина", јесте насеље (летовалиште) у Грчкој. Налази се на око 80 km од Солуна, у општини Бешичко Језеро, округ Солун. Према попису из 2021. у насељу је било 2.405 становника.
Место се налази на обалама Егејског мора у Струмском заливу (Strimoni) недалеко од Ставроса и летовалишта Нова Врасна. Удаљена је око 8 km од Ставроса, око 500 m од Нове Врасне] а око 80 km од Солуна.
Одликује се лепом пешчаном плажом, парком, кејом са дрворедом, лепим кућама и уређеним улицама. Искључиве привредне делатности су туризам и трговина на мало, пошто се налази на самој обали мора. Пешчана плажа дугачка је око 1 km. Код Аспровалте је и манастир Свете Лидије.

## Историја
Историја овог места може се видети у Археолошком музеју Амфиполиса, као и на многим археолошким и историјским налазиштима и локација. У Цркви Светог Ђорђа налази се икона овог свеца која је ту донета у 16-17. веку. Такође, у близини се налази Стагира, родно место античког филозофа Аристотела.

## Туризам
Захваљујући чистом мору и дугој пешчаној плажи, али и природним разноликостима и културним и историјским споменицима – језеру, планини, археолошким налазиштима и привлачним пределима - ово летовалиште је освојило и "плаву заставу", признање које додељује међународни жири састављен од представника UNEP (Програм УН за заштиту животне средине), UNWTO (Светска туристичка организација), ILS (Међународна федерација за спасилаштво), IUCN (Међународна унија за заштиту природе), ICOMIA (Међународни савет удружења марина) и FEE (Фондација за еколошку едукацију).
Овај део Грчке има разгранату мрежу добрих путева тако да су насеља доступна туристима.

## Становништво
Према бугарском географу и историчару, Василу Канчову, у Аспровалти је 1900. године живело 85 Турака. После Балканских ратова насељене су грчке избегличке породице те је 1920. било 111 житеља.Године 1924. турско становништво је принудно исељено у Турску а на њихово место су насељене друге избегличке породице. На попису из 1928. године Аспровалта је имала 460 становника.
| 1991. | 2001. | 2011. | 2021. |
| ----- | ----- | ----- | ----- |
| 2.366 | 2.838 | 3.039 | 2.405 |

## Галерија
- Главна улица у предвечерје
- Уличица за шопинг
- Фонтана ноћу